# Astorre Hercolani, V principe Hercolani
Astorre Hercolani, V principe Hercolani (Bologna, 11 gennaio 1779 – Bologna, 25 marzo 1828), è stato un militare, politico e massone italiano.

## Biografia

### I primi anni e l'esperienza napoleonica
Astorre nacque a Bologna l'11 gennaio 1779, figlio di Filippo Hercolani, IV principe Hercolani e di sua moglie, la nobildonna Corona Cavriani.
Educato a Bologna per i primi anni della sua vita, si trasferì successivamente a Modena ove frequentò il locale collegio dei nobili dove si laureò in filosofia. Rientrato a Bologna, si schierò con l'avanzata dei napoleonici da poco entrati in Emilia e nell'ottobre del 1797 fu uno dei cittadini prescelti a costituire un corpo di ussari per la città di cui egli stesso fu membro. Dopo aver preso parte alla Battaglia di Marengo, rientrò a Bologna dove divenne membro della Commissione Annonaria della città, poi passando alla Deputazione delle Acque ed infine all'Amministrazione Dipartimentale, cariche dalle quali ad ogni modo nel giro di breve decise di dimettersi per assumere la qualifica di comandante della guardia nazionale locale. Con questa nuova carica, al fianco del colonnello Dondini, prese parte con i francesi all'Assedio di Ferrara. Il 14 novembre 1801 venne prescelto dalla città come membro rappresentante ai Comizi di Lione, ma pare non prese parte fisicamente alla riunione tenutasi in Francia dal moment oche il 26 gennaio 1802 già venne nominato membro del Collegio Elettorale dei Possidenti come del resto già aveva fatto suo padre.
Nel luglio del 1805, quando Napoleone si portò a Bologna dopo la proclamazione dell'impero, fu comandante della sua guardia d'onore in città, ricevendone in premio la carica di ciambellano e la conferma del grado di comandante della guardia d'onore al servizio del Regno napoleonico d'Italia da poco istituito, ricevendone anche la croce di commendatore dell'Ordine della Corona Ferrea ed il titolo di conte dell'Impero francese.
Dopo la caduta di Napoleone nel 1815, appoggiò Gioacchino Murat e presiedette alle operazioni per la riorganizzazione della guardia nazionale a Bologna, impegnandosi col generale Carlo Filangieri, principe di Satriano, a raccogliere ed arruolare 12.000 volontari per il mantenimento dell'indipendenza del Regno delle Due Sicilie nelle mani dei francesi. Durante gli eventi bellici, divenne consigliere del commissario civile per la Romagna, Pellegrino Rossi, nonché colonnello comandante in capo della guardia nazionale del dipartimento e maresciallo di campo. Con la ritirata delle truppe napoletane, si rifugiò a Roma con la famiglia.

### Il ruolo nella massoneria e gli ultimi anni
Non subì alcuna ritorsione con la Restaurazione, ma nel 1817 rifiutò la nomina a membro del Senato bolognese da poco ricostituito. Fervente massone, fece del proprio palazzo bolognese la sede della maggior parte dei convegni della loggia locale, distinguendosi tra i principali sostenitori del "liberalismo massonico" contrapposto al nascente neoguelfismo, cospirando già dal 1814 con i rappresentanti dei liberali bolognesi come i conti Agucchi e Bianchetti che avevano fatto sentire la voce della città al Congresso di Vienna chiedendo di essere annessi all'Impero austriaco piuttosto che essere restaurati allo Stato Pontificio. La sua parentesi nella massoneria Bolognese fu ad ogni modo una breve parabola in quanto il suo strenuo rifiuto di collaborare coi carbonari della Romagna fece fallire ogni tentativo armato di insurrezione nell'Emilia. Secondo alcuni storici, il giudizio di questo suo mancato appoggio agli albori dei Moti del 1820-1821 sarebbe da ricondursi ad un suo bonapartismo di fondo, desideroso sì di liberarsi del governo pontificio e del suo clericalismo, ma molto meno desideroso di consegnare l'Italia nelle mani di Carlo Alberto di Savoia. Tale posizione può trovare parziale conferma forse nel matrimonio, nel 1818, di suo figlio Alfonso con Anna Jouberthon, figlia adottiva di Luciano Bonaparte, fratello di Napoleone.
Colpito quasi cinquantenne da una malattia al cervello, si spense a Bologna il 25 marzo 1828. Premortogli il figlio primogenito Alfonso, alla sua morte gli succedette il nipote Augusto Napoleone.

## Matrimoni e figli
Astorre si sposò a Bologna nel 1798 con la marchesa Maria Malvezzi Lupari (1780 - 1865), figlia di Piriteo, marchese di Castelguelfo, e di Anna Maria Malvezzi Angelelli. Da questo matrimonio nacque un figlio:
- Alfonso (1799-1827), conte palatino, sposò Anne Marie Alexandrine Hyppolite Jouberthou de Vambertie, figliastra di Luciano Bonaparte, fratello di Napoleone; premorì al genitore ma fu padre di Augusto Napoleone Hercolani, VI principe Hercolani
- Cesare (1802-1829)
- Rosina (1803-1826), sposò il marchese Gian Francesco Donghi
- Filippo (1811-1847), sposò in prime nozze la marchesa Luigia Pallavicini, e in seconde nozze Teresa Maria Luigia Carolina Anna Malvezzi Angelelli

## Araldica
| Stemma | Descrizione                                                        | Blasonatura |
|        | Astorre Hercolani V principe Hercolani (1815-1828)                 | Palato d'azzurro e d'oro di sei pezzi, alla banda del primo caricata di tre corone d'oro, attraversante, al capo d'azzurro a tre gigli d'oro fra i pendenti di un lambello di rosso. Corona da principe del Sacro Romano Impero.                  |
| \| \|  | Astorre Hercolani Conte del Regno napoleonico d'Italia (1810-1815) | Palato d'azzurro e d'oro di sei pezzi, alla banda del primo caricata di tre corone d'oro, attraversante, al capo d'azzurro a tre gigli d'oro fra i pendenti di un lambello di rosso. Ornamenti esteriori da conte del Regno napoleonico d'Italia. |
|        |                                                                    | |

## Ascendenza
|                                               |                  |                                              | Genitori                                  |  |  | Nonni |  |  | Bisnonni          |  |  | Trisnonni               |  |
|                                               |                  |                                              |                                           |  |  |       |  |  | Alfonso Hercolani |  |  | Conte Astorre Hercolani |  |
|                                               |                  |                                              |                                           |  |  |       |  |  | Alfonso Hercolani |  |  | Conte Astorre Hercolani |  |
|                                               |                  | Isotta Fantuzzi                              |                                           |  |  |       |  |  | Alfonso Hercolani |  |  |                         |  |
| Marcantonio Hercolani, III principe Hercolani |                  |                                              |                                           |  |  |       |  |  | Alfonso Hercolani |  |  |                         |  |
|                                               |                  | Anna Maria Lanzi                             | …                                         |  |  |       |  |  |                   |  |  |                         |  |
|                                               |                  | Anna Maria Lanzi                             | …                                         |  |  |       |  |  |                   |  |  |                         |  |
|                                               |                  | Anna Maria Lanzi                             | …                                         |  |  |       |  |  |                   |  |  |                         |  |
| Filippo Hercolani, IV principe Hercolani      |                  | Anna Maria Lanzi                             |                                           |  |  |       |  |  |                   |  |  |                         |  |
|                                               |                  | Giovanni Antonio Barbazza, marchese Barbazza | Guido Antonio Barbazza, marchese Barbazza |  |  |       |  |  |                   |  |  |                         |  |
|                                               |                  | Giovanni Antonio Barbazza, marchese Barbazza | Guido Antonio Barbazza, marchese Barbazza |  |  |       |  |  |                   |  |  |                         |  |
|                                               |                  | Giovanni Antonio Barbazza, marchese Barbazza | Contessa Teresa Grassi                    |  |  |       |  |  |                   |  |  |                         |  |
| Silvia Barbazza                               |                  | Giovanni Antonio Barbazza, marchese Barbazza |                                           |  |  |       |  |  |                   |  |  |                         |  |
|                                               |                  | …                                            | …                                         |  |  |       |  |  |                   |  |  |                         |  |
|                                               |                  | …                                            | …                                         |  |  |       |  |  |                   |  |  |                         |  |
|                                               |                  | …                                            | …                                         |  |  |       |  |  |                   |  |  |                         |  |
| Astorre Hercolani, V principe Hercolani       |                  | …                                            |                                           |  |  |       |  |  |                   |  |  |                         |  |
|                                               | Antonio Cavriani | Massimiliano Cavriani                        |                                           |  |  |       |  |  |                   |  |  |                         |  |
|                                               | Antonio Cavriani | Massimiliano Cavriani                        |                                           |  |  |       |  |  |                   |  |  |                         |  |
|                                               | Antonio Cavriani | Claudia Agnelli                              |                                           |  |  |       |  |  |                   |  |  |                         |  |
| Ferdinando Cavriani, I marchese Cavriani      | Antonio Cavriani |                                              |                                           |  |  |       |  |  |                   |  |  |                         |  |
|                                               |                  | Lucrezia Sanvitale                           | Luigi Sanvitale                           |  |  |       |  |  |                   |  |  |                         |  |
|                                               |                  | Lucrezia Sanvitale                           | Luigi Sanvitale                           |  |  |       |  |  |                   |  |  |                         |  |
|                                               |                  | Lucrezia Sanvitale                           | Corona Avogadro                           |  |  |       |  |  |                   |  |  |                         |  |
| Corona Maria Anna Cavriani                    |                  | Lucrezia Sanvitale                           |                                           |  |  |       |  |  |                   |  |  |                         |  |
|                                               |                  | Ippolito Bentivoglio                         | Luigi Bentivoglio, marchese Bentivoglio   |  |  |       |  |  |                   |  |  |                         |  |
|                                               |                  | Ippolito Bentivoglio                         | Luigi Bentivoglio, marchese Bentivoglio   |  |  |       |  |  |                   |  |  |                         |  |
|                                               |                  | Ippolito Bentivoglio                         | Marianna Pepoli                           |  |  |       |  |  |                   |  |  |                         |  |
| Maria Rosa Bentivoglio                        |                  | Ippolito Bentivoglio                         |                                           |  |  |       |  |  |                   |  |  |                         |  |
|                                               |                  | Marianna Gonzaga                             | Ottavio II Gonzaga                        |  |  |       |  |  |                   |  |  |                         |  |
|                                               |                  | Marianna Gonzaga                             | Ottavio II Gonzaga                        |  |  |       |  |  |                   |  |  |                         |  |
|                                               |                  | Marianna Gonzaga                             | Maria Rosa Trotti Bentivoglio             |  |  |       |  |  |                   |  |  |                         |  |
|                                               |                  | Marianna Gonzaga                             |                                           |  |  |       |  |  |                   |  |  |                         |  |